# Get in Where You Fit In
Get in Where You Fit In è il quinto album in studio del rapper statunitense Too Short, pubblicato nel 1993.

## Tracce
1. Don't Fight the Intro – 2:47
2. I'm a Player – 6:01
3. Just Another Day – 7:21
4. Gotta Get Some Lovin' – 5:47
5. Money in the Ghetto – 5:42
6. Blowjob Betty – 5:26
7. All My Bitches Are Gone (feat. Ant Banks) – 5:37
8. The Dangerous Crew (feat. Spice 1, Ant Banks,  Mhisani & Pee Wee) – 4:30
9. Get in Where You Fit in (feat. Rappin' Ron & Ant Diddley Dog) – 8:34
10. Playboy $hort – 4:49
11. Way Too Real (feat. Father Dom & Ant Banks) – 5:42
12. It's All Good (feat. Ronese Levias) – 6:02
13. Oakland Style (feat. FM Blue) – 4:47